# Hugh Curran
Hugh Patrick Curran (Glasgow, 25 settembre 1943) è un allenatore di calcio ed ex calciatore scozzese, di ruolo attaccante.

## Carriera

### Giocatore

#### Club
Ha giocato in Scozia con il Third Lanark ed il Corby Town, ed in seguito nella prima divisione inglese, trascorrendo poi anche alcuni anni fra seconda e terza divisione inglese; in carriera ha anche giocato una finale di Coppa UEFA, con la maglia del Wolverhampton, nell'edizione 1971-1972 (la prima del trofeo).

#### Nazionale
Ha esordito in nazionale il 5 novembre 1969, in una partita persa per 2-0 in trasferta contro l'Austria; ha segnato il suo unico gol in nazionale (nell'arco di 5 presenze, tutte tra il 1969 ed il 1971) il 22 maggio 1971, in una partita persa per 3-1 in trasferta contro l'Inghilterra.

## Palmarès

### Giocatore

#### Competizioni internazionali
- Texaco Cup: 1

Wolverhampton: 1970-1971